# Arrière (rugby à XV)
Pour les articles homonymes, voir Arrière.

L'arrière se situe au poste 15.

Arrière (en anglais : fullback) est un poste de rugby à XV. Il y a un arrière par équipe, qui porte généralement le numéro 15.
Lorsqu'il est employé au pluriel, le mot « arrières » désigne également l'ensemble des joueurs des lignes arrière, par opposition aux avants : les demis (demi de mêlée et demi d'ouverture), les trois-quarts (ailiers et centres) et l'arrière proprement dit.

## Description du poste

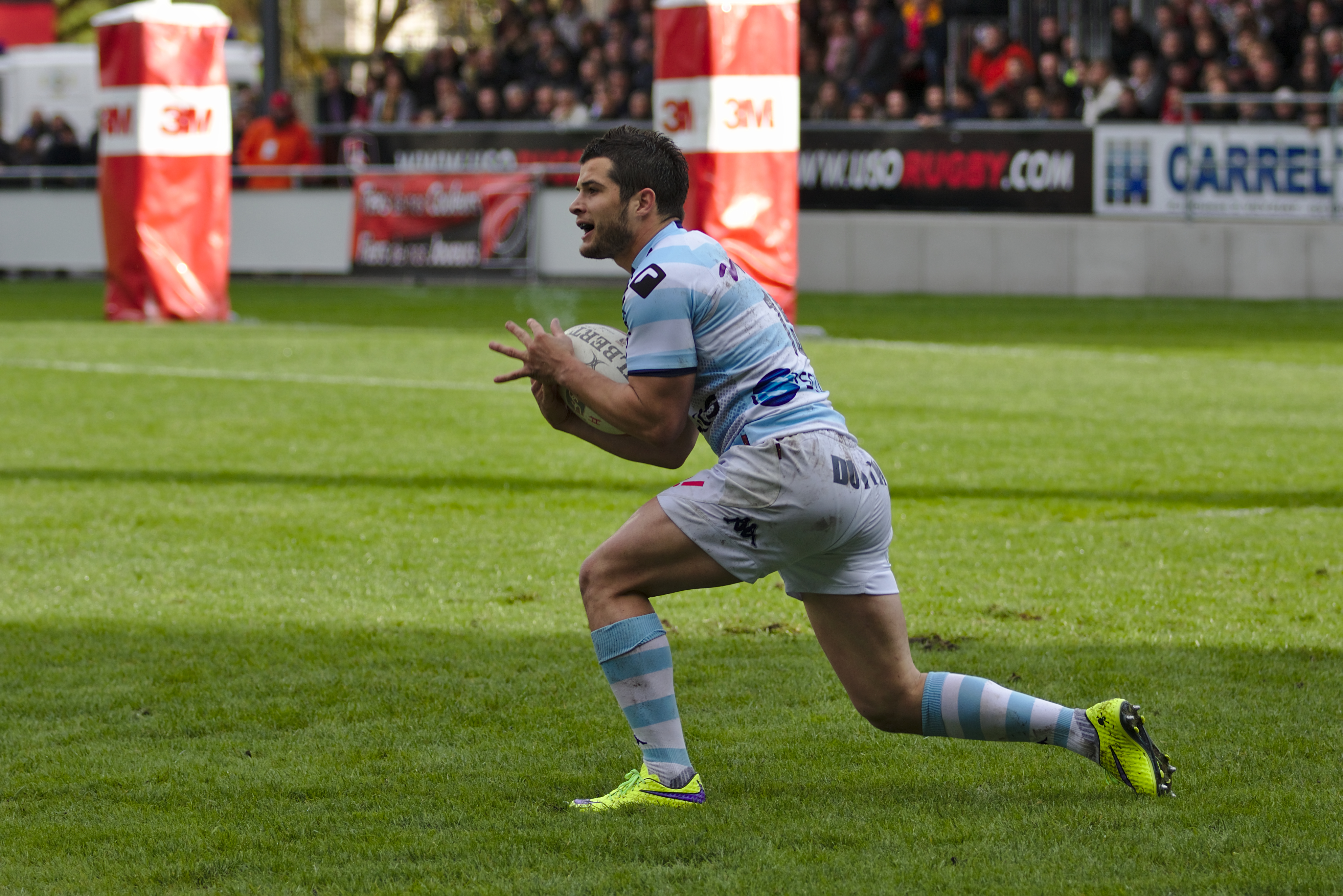
L'arrière français Brice Dulin avec le Racing 92.

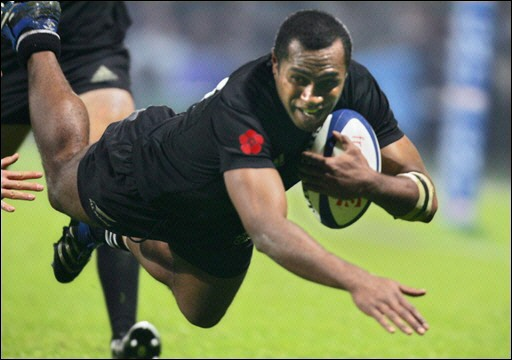
L'arrière néo-zélandais Sitiveni Sivivatu.

Le poste d'arrière fait globalement de ce joueur à la fois le dernier rempart en défense et le premier attaquant en relance. Il reste souvent en retrait pour intercepter les trois-quarts adverses et aussi pour récupérer les ballons frappés au pied. De plus, il peut apporter sa contribution à l'offensive de son équipe en quittant sa position arrière pour amener un surnombre en attaque : on dit alors qu'il « s'intercale » dans la ligne des trois-quarts. Tactiquement, ce poste est ainsi important par la variété de ses rôles[réf. souhaitée]. De plus, du fait de sa position, le n°15 voit l'ensemble des joueurs et est donc souvent le mieux placé pour faire des choix, voire pour donner des indications aux autres arrières[réf. souhaitée].
Les joueurs jouant à ce poste sont généralement plus grands que les ailiers[réf. souhaitée] mais moins que les avants notamment pour intervenir à la réception des chandelles[réf. souhaitée]. Leur vitesse de course doit également leur permettre d'être le dernier rempart sur une attaque des trois-quarts adverses qui aurait passé le premier rideau. L'intelligence de jeu et le sang-froid sont particulièrement importants à ce poste[réf. souhaitée] car l'arrière est amené à intervenir en tant que dernier défenseur pour plaquer, parfois pour dégager en touche sous la pression adverse, et souvent sous une chandelle ; et en tant que premier relanceur, auquel cas il décide de relancer à la main pour une contre-attaque ou d'utiliser le jeu au pied.
Avoir un bon coup de pied est par conséquent nécessaire à ce poste tant en phase offensive que défensive[réf. souhaitée]. Dans certaines équipes, l'arrière peut d'ailleurs taper les pénalités et les transformations, tâche généralement confiée au demi d'ouverture ou demi de mêlée[réf. souhaitée].
Du fait de la multiplicité des attributions de son poste, il peut exister plusieurs profils d'arrière[réf. souhaitée]. Certains joueurs sont excellents dans le jeu au pied à l'image de Percy Montgomery ou Gavin Hastings, d'autres dans la relance à la main comme Ben Foden, et d'autres présentent un profil très complet dans tous les secteurs de jeu, par exemple André Joubert.
De plus, ce poste nécessitant la maîtrise de tous les aspects des lignes arrières, il n'est pas rare qu'un tel joueur soit polyvalent[réf. souhaitée]. Il peut aussi évoluer vers d'autres postes dans sa carrière, et inversement certains joueurs jouent à ce poste après avoir rempli d'autres rôles dans les lignes arrières[réf. souhaitée]. Certains n°15 sont donc parfois des demis d'ouverture reconvertis, (possèdent souvent un bon jeu au pied et une meilleure vision du jeu) comme Thomas Castaignède ; des ailiers (dont la rapidité est sollicitée sur les relances) comme Christian Cullen ou Jeff Wilson ; voire des centres repositionnés (apportant souvent une plus grande densité physique sur les plaquages) comme Matt Burke ou Gareth Thomas.

## Joueurs emblématiques
Voici une liste de joueurs et joueuses ayant marqué leur poste, membres du temple de la renommée World Rugby ou élus meilleurs joueurs du monde World Rugby :
- Serge Blanco
- Don Clarke
- Gavin Hastings
- Andy Irvine
- Tom Kiernan
- Bill Maclagan
- George Nepia
- Pierre Villepreux
- JPR Williams
- Emily Scarratt
- Jessy Trémoulière
- Charlotte Caslick
- Beauden Barrett